# Bézu-le-Guéry
Bézu-le-Guéry is een gemeente in het Franse departement Aisne (regio Hauts-de-France) en telt 204 inwoners (1999). De plaats maakt deel uit van het arrondissement Château-Thierry.

## Geografie
De oppervlakte van Bézu-le-Guéry bedraagt 11,0 km², de bevolkingsdichtheid is 18,5 inwoners per km².

## Demografie
Onderstaande figuur toont het verloop van het inwonertal (bron: INSEE-tellingen).
Vanwege een beveiligingsprobleem met de MediaWiki Graph-software is het momenteel niet mogelijk deze grafiek weer te geven. Zodra de software is bijgewerkt zal de grafiek vanzelf weer zichtbaar worden.